# 南海昌博
南海 昌博（なんかい まさひろ、1954年 - ）は日本の医学者、精神科医。元東京医科歯科大学教授。医学博士。

## 来歴
- 1954年 - 高知県に生まれる
- 1980年 - 徳島大学医学部卒業。東京医科歯科大学医学部附属病院神経精神医学教室入局
- 1981年 - 東京都職員共済組合清瀬病院勤務
- 1988年 - 医学博士（東京医科歯科大学）[2]
- 1989年 - 東京医科歯科大学医学部神経精神医学講座助手
- 1993年 - フランス・サンテラボ研究所留学
- 1994年 - 東京警察病院神経科部長[1]
- 2006年 - 東京医科歯科大学臨床教授
- 2007年 - 南海クリニック開院[3]

## 著書

### 分担執筆
- 南海昌博・内田江里・津川律子（著）『あなたの中の「パソコンストレス」』オーム社、1998年9月。ISBN 9784274062766。

### 共訳
- Philip G. Janicak（著）、仙波純一・本橋伸高・南海昌博・石丸昌彦（訳）『根拠にもとづく精神科薬物療法』メディカルサイエンスインターナショナル、2000年12月。ISBN 9784895922555。

## 関連人物
- 融道男